# نیترات منیزیم
نیترات منیزیم (به انگلیسی: Magnesium nitrate) با فرمول شیمیایی Mg(NO۳)۲ یک ترکیب شیمیایی با شناسه پاب‌کم ۲۵۲۱۲ است. که جرم مولی آن 148.30 g/mol
256.41 g/mol (hexahydrate) می‌باشد. شکل ظاهری این ترکیب، جامد بلوری سفید است.